# Абрамова, Ольга Валерьевна
Абрамова Ольга Валерьевна (род. 15 сентября 1988, Барыш, Ульяновская область) — российская, украинская биатлонистка, трёхкратная чемпионка мира по летнему биатлону. Мастер спорта России.

## Биография
- Летом 2012 года приняла решение выступать за сборную Украины.
- В сентябре 2014 года стала чемпионкой Украины по летнему биатлону.
- В 2020 году стало известно что пропустит сезон, потому что уходит в декрет.